# 73. Berlini Nemzetközi Filmfesztivál
A 73. Berlini Nemzetközi Filmfesztivál 2023. február 16. és 26. között került megrendezésre, a nyitófilm Rebecca Millertől a She Came to Me, míg a zárófilm Nicolas Philiberttől Az Adamanton volt. Utóbbi film nyerte az Arany Medve díjat is. A fesztivál zsűrielnöke Kristen Stewart amerikai színésznő, rendező és forgatókönyvíró volt.

## Zsűri
Az alábbi emberek voltak a fesztivál zsűrijének tagjai:

### Filmek
- Kristen Stewart, amerikai színésznő, rendező és forgatókönyvíró - Zsűrielnök
- Golshifteh Farahani, iráni-francia színész
- Valeska Grisebach, német rendező és forgatókönyvíró
- Radu Jude, román rendező és forgatókönyvíró
- Francine Maisler, amerikai castingrendező és producer
- Carla Simón, spanyol rendező és forgatókönyvíró
- Johnnie To, hongkongi rendező és producer

### Encounters
- Angeliki Papoulia, görög színésznő és színházi rendező[8]
- Dea Kulumbegashvili, grúz filmrendező és író
- Paolo Moretti, olasz fesztiválszervező és akadémikus

### Nemzetközi rövidfilmek
- Cătălin Cristuțiu, román vágó
- Sky Hopinka, amerikai vizuális művész és filmkészítő
- Isabelle Stever, német rendező és forgatókönyvíró

### Generation Kplus
- Venice Atienza, fülöp-szigeteki dokumentumfilmes
- Alise Ģelze, lett producer
- Gudrun Sommer, német fesztiválszervező

### Generation 14plus
- Kateryna Gornostai, ukrán filmrendező, forgatókönyvíró és filmvágó
- Fion Mutert, német operatőr és médiapedagógus
- Juanita Onzaga, kolumbiai filmkészítő és művész

### Elsőfilmes produkciók
- Judith Revault d'Allonnes, francia fesztiválszervező
- Ayten Amin, egyiptomi rendező
- Cyril Schäublin, svájci filmrendező

### Dokumentumfilmek
- Emilie Bujès, a svájci Visions du Réel művészeti igazgatója
- Diana Bustamante, kolumbiai producer, rendező és programszervező
- Mark Cousins, észak-ír rendező és író

### Berlinale Series
- André Holland, amerikai színész[9]
- Danna Stern, az izraeli Shtisel and Your Honor és Yes Studios alapítója és nemzetközi vezetője
- Mette Heeno, dán forgatókönyvíró, showrunner és vezető producer

### Perspektive Deutsches Kino
- Dela Dabulamanzi, német színész
- Anne Fabini, német filmvágó
- Jöns Jönsson, svájci rendező

### Heiner Carow-díj
- Freya Arde, német filmzeneszerző, gitáros és zenei producer
- Peter Kahane, német rendező
- Mirko Wiermann, német filmarchiváló

## Versenyben lévő filmek
Az alábbi filmek voltak versenyben az Arany Medve- és az Ezüst Medve-díjakért:
| Magyar cím                               | Eredeti cím                              | Rendező                      | Ország                                        |
| ---------------------------------------- | ---------------------------------------- | ---------------------------- | --------------------------------------------- |
| A méhek húszezer fajtája                 | 20.000 especies de abejas                | Estibaliz Urresola Solaguren | Spanyolország                                 |
| Tűzvörös égbolt                          | Roter Himmel                             | Christian Petzold            | Németország                                   |
| Art College 1994                         | Art College 1994                         | Liu Jian                     | Kína                                          |
| Mal Viver                                | Mal Viver                                | João Canijo                  | Portugália, Franciaország                     |
| BlackBerry                               | BlackBerry                               | Matt Johnson                 | Kanada                                        |
| Disco Boy                                | Disco Boy                                | Giacomo Abbruzzese           | Olaszország                                   |
| Ingeborg Bachmann – Reise in die Wüste   | Ingeborg Bachmann – Reise in die Wüste   | Margarethe von Trotta        | Németország, Svájc, Ausztria, Luxemburg       |
| Limbo                                    | Limbo                                    | Ivan Sen                     | Ausztrália                                    |
| Manodrome                                | Manodrome                                | John Trengove                | Egyesült Királyság, Amerikai Egyesült Államok |
| Musik                                    | Musik                                    | Angela Schanelec             | Németország, Franciaország, Szerbia           |
| Az Adamanton                             | Sur l'Adamant                            | Nicolas Philibert            | Franciaország, Japán                          |
| Előző életek                             | Past Lives                               | Celine Song                  | Amerikai Egyesült Államok                     |
| Le grand chariot                         | Le grand chariot                         | Philippe Garrel              | Franciaország, Svájc                          |
| Bai ta zhi guang                         | 白塔之光                                 | Zhang Lü                     | Kína                                          |
| Irgendwann werden wir uns alles erzählen | Irgendwann werden wir uns alles erzählen | Emily Atef                   | Németország                                   |
| The Survival of Kindness                 | The Survival of Kindness                 | Rolf de Heer                 | Ausztrália                                    |
| Suzume                                   | すずめの戸締まり                         | Makoto Shinkai               | Japán                                         |
| Bis ans Ende der Nacht                   | Bis ans Ende der Nacht                   | Christoph Hochhäusler        | Németország                                   |
| Totem                                    | Tótem                                    | Lila Avilés                  | Mexikó, Dánia, Franciaország                  |

### Berlinale Special Events
Az alábbi filmeket vetítették a fesztivál Berlinale Special Events szekciójában:
| Magyar cím                                           | Eredeti cím                                          | Rendező | Ország                                        |
| Berlinale Special Gala                               | Berlinale Special Gala                               | Berlinale Special Gala | Berlinale Special Gala                        |
| ---------------------------------------------------- | ---------------------------------------------------- | --- | --------------------------------------------- |
| Golda                                                | Golda                                                | Guy Nattiv | Amerikai Egyesült Államok, Egyesült Királyság |
| Kiss the Future                                      | Kiss the Future                                      | Nenad Cicin-Sain | Szlovénia                                     |
| L'ultima notte di Amore                              | L'ultima notte di Amore                              | Andrea Di Stefano | Olaszország                                   |
| Seneca: A földrengések kialakulása                   | Seneca – On the Creation of Earthquakes              | Robert Schwentke | Németország, Marokkó                          |
| She Came to Me (nyitófilm)                           | She Came to Me (nyitófilm)                           | Rebecca Miller | Amerikai Egyesült Államok                     |
| Sonne und Beton                                      | Sonne und Beton                                      | David Wnendt | Németország                                   |
| Szupererő                                            | Superpower                                           | Sean Penn, Aaron Kaufman | Amerikai Egyesült Államok                     |
| Tár                                                  | Tár                                                  | Todd Field | Amerikai Egyesült Államok, Németország        |
| Boom! Boom! A világ Boris Becker ellen               | Boom! Boom!: The World vs. Boris Becker              | Alex Gibney | Amerikai Egyesült Államok, Egyesült Királyság |
| Berlinale Special                                    |                                                      | |                                               |
| 100 Years of Disney Animation – a Shorts Celebration | 100 Years of Disney Animation – a Shorts Celebration | Walt Disney, Dave Hand, Ben Sharpsteen, Lauren Jackson, Wilfred Jackson, Jack Hannah, Jon Kahrs, Brian Menz, Jacob Frey, Hillary Bradfield | Amerikai Egyesült Államok                     |
| Végtelen víztükör                                    | Infinity Pool                                        | Brandon Cronenberg | Kanada                                        |
| Ártatlanok                                           | Les Innocentes                                       | Anne Fontaine | Franciaország, Lengyelország                  |
| Boksoon kettős élete                                 | 길복순                                               | Byun Sung-hyun | Dél-Korea                                     |
| Loriots große Trickfilmrevue                         | Loriots große Trickfilmrevue                         | Peter Geyer, Loriot | Németország                                   |
| Love to Love You, Donna Summer                       | Love to Love You, Donna Summer                       | Roger Ross Williams, Brooklyn Sudano | Amerikai Egyesült Államok                     |
| Ming'an                                              | 命案                                                 | Soi Cheang | Hongkong, Kína                                |
| #Manhole                                             | ＃マンホール                                         | Kazuyoshi Kumakiri | Japán                                         |
| Laggiù qualcuno mi ama                               | Laggiù qualcuno mi ama                               | Mario Martone | Olaszország                                   |
| Der vermessene Mensch                                | Der vermessene Mensch                                | Lars Kraume | Németország                                   |
| Beszélj hozzám!                                      | Talk to Me                                           | Danny Philippou, Michael Philippou | Ausztrália                                    |

### Encounters
Az alábbi tizenhat filmet vetítették a fesztivál Encounters szekciójában:
| Magyar cím                       | Eredeti cím                      | Rendező                         | Ország                                                     |
| -------------------------------- | -------------------------------- | ------------------------------- | ---------------------------------------------------------- |
| Xue yun                          | 雪云                             | Wu Lang                         | Kína                                                       |
| The Adults                       | The Adults                       | Dustin Guy Defa                 | Amerikai Egyesült Államok                                  |
| Kletka ishet ptitsu              | Kletka ishet ptitsu              | Malika Musaeva                  | Franciaország, Ororszország                                |
| Shidniy front                    | Shidniy front                    | Vitaly Mansky, Yevhen Titarenko | Lettország, Csehország, Ukrajna, Amerikai Egyesült Államok |
| El eco                           | El eco                           | Tatiana Huezo                   | Mexikó, Németország                                        |
| Here                             | Here                             | Bas Devos                       | Belgium                                                    |
| Mummola                          | Mummola                          | Tia Kouvo                       | Finnország, Svédország                                     |
| Im toten Winkel                  | Ayşe Polat                       | Németország                     |                                                            |
| Mul-an-e-seo                     | 물 안에서                        | Hong Sang-soo                   | Dél-Korea                                                  |
| Adentro mío estoy bailando       | Adentro mío estoy bailando       | Leandro Koch, Paloma Schahmann  | Argentína, Ausztria                                        |
| Viver Mal                        | Viver Mal                        | João Canijo                     | Portugália, Franciaország                                  |
| Mon pire ennemi                  | Mon pire ennemi                  | Mehran Tamadon                  | Franciaország, Svájc                                       |
| Orlando, ma biographie politique | Orlando, ma biographie politique | Paul B. Preciado                | Franciaország                                              |
| Samsara                          | Samsara                          | Lois Patiño                     | Spanyolország                                              |
| Le mura di Bergamo               | Le mura di Bergamo               | Stefano Savona                  | Olaszország                                                |
| Műanyag égbolt                   | Műanyag égbolt                   | Bánoczki Tibor, Szabó Sarolta   | Magyarország, Szlovákia                                    |

### Berlinale Series
| Magyar cím             | Eredeti cím      | Rendező                                   | Ország                                                                      |
| ---------------------- | ---------------- | ----------------------------------------- | --------------------------------------------------------------------------- |
| Agent                  | Agent            | Nikolaj Lie Kaas                          | Dánia                                                                       |
| Arkitekten             | Arkitekten       | Kerren Lumer-Klabbers                     | Norvégia                                                                    |
| Bad Behaviour          | Bad Behaviour    | Corrie Chen                               | Ausztrália                                                                  |
| The Good Mothers       | The Good Mothers | Elisa Amoruso, Julian Jarrold             | Olaszország                                                                 |
| Dahaad                 | Dahaad           | Reema Kagti, Ruchika Oberoi               | India                                                                       |
| Spy/Master             | Spy/Master       | Christopher Smith                         | Németország, Románia                                                        |
| Pingyuan shang de Moxi | 平原上的摩西     | Zhang Dalei                               | Kína                                                                        |
| Versenyen kívül        |                  |                                           |                                                                             |
| The Swarm              | The Swarm        | Barbara Eder, Philipp Stölzl, Luke Watson | Németország, Franciaország, Olaszország, Japán, Ausztria, Svédország, Svájc |

### Rövidfilmek
| Magyar cím                | Eredeti cím               | Rendező                            | Ország                    |
| ------------------------- | ------------------------- | ---------------------------------- | ------------------------- |
| 8                         | 8                         | Anaïs-Tohé Commaret                | Franciaország             |
| A Kind of Testament       | A Kind of Testament       | Stephen Vuillemin                  | Franciaország             |
| Back                      | Back                      | Yazan Rabee                        | Hollandia                 |
| Mwanamke Makueni          | Mwanamke Makueni          | Daria Belova, Valeri Aluskina      | Németország               |
| Wo de peng you            | 我的朋友                  | Zhang Dalei                        | Kína                      |
| As Miçangas               | As Miçangas               | Rafaela Camelo, Emanuel Lavor      | Brazília                  |
| Ours                      | Ours                      | Morgane Frund                      | Svájc                     |
| Qin mi                    | 亲密                      | Cheng Yu                           | Kína                      |
| La herida luminosa        | La herida luminosa        | Christian Avilés                   | Spanyolország             |
| Marungka tjalatjunu       | Marungka tjalatjunu       | Matthew Thorne, Derik Lynch        | Ausztrália                |
| Eeva                      | Eeva                      | Morten Tšinakov, Lucija Mrzljak    | Észtország, Horvátország  |
| From Fish to Moon         | From Fish to Moon         | Kevin Contento                     | Amerikai Egyesült Államok |
| Happy Doom                | Happy Doom                | Billy Roisz                        | Ausztria                  |
| It's a Date               | It's a Date               | Nadia Parfan                       | Ukrajna                   |
| Jill, Uncredited          | Jill, Uncredited          | Anthony Ing                        | Egyesült Királyság        |
| Les chenilles             | Les chenilles             | Michelle Keserwany, Noel Keserwany | Franciaország             |
| Nuits blanches            | Nuits blanches            | Donatienne Berthereau              | Franciaország             |
| Terra Mater – Mother Land | Terra Mater – Mother Land | Kantarama Gahigiri                 | Ruanda, Svájc             |
| The Veiled City           | The Veiled City           | Natalie Cubides-Brady              | Egyesült Királyság        |
| The Waiting               | The Waiting               | Volker Schlecht                    | Németország               |

### Panorama
Az alábbi filmeket vetítették a fesztivál Panorama szekciójában:
| Magyar cím                                               | Eredeti cím                                              | Rendező                                     | Ország                                                |
| -------------------------------------------------------- | -------------------------------------------------------- | ------------------------------------------- | ----------------------------------------------------- |
| After                                                    | After                                                    | Anthony Lapia                               | Franciaország                                         |
| All the Colours of the World Are Between Black and White | All the Colours of the World Are Between Black and White | Babatunde Apalowo                           | Nigéria                                               |
| Ghaath                                                   | Ghaath                                                   | Chhatrapal Ninawe                           | India                                                 |
| The Burdened                                             | The Burdened                                             | Amr Gamal                                   | Jemen, Szudán, Szaúd-Arábia                           |
| La Bête dans la jungle                                   | La Bête dans la jungle                                   | Patric Chiha                                | Franciaország, Belgium, Ausztria                      |
| El castillo                                              | El castillo                                              | Martín Benchimol                            | Argentín                                              |
| Drifter                                                  | Drifter                                                  | Hannes Hirsch                               | Németország                                           |
| Szeretsz?                                                | Ty mene lubysh?                                          | Tonia Noyabrova                             | Ukrajna, Svédország                                   |
| Femme                                                    | Femme                                                    | Sam H. Freeman, Ng Choon Ping               | Egyesült Királyság                                    |
| Lu ye                                                    | 绿夜                                                     | Han Shuai                                   | Hongkong, Kína                                        |
| Hello Dankness                                           | Hello Dankness                                           | Soda Jerk                                   | Ausztrália                                            |
| Heroico                                                  | Heroico                                                  | David Zonana                                | Mexikó, Svédország                                    |
| Bent                                                     | Inside                                                   | Vasilis Katsoupis                           | Görögország, Németország, Belgium                     |
| Matria                                                   | Matria                                                   | Álvaro Gago                                 | Spanyolország                                         |
| Szülésznők                                               | Sages-femmes                                             | Léa Fehner                                  | Franciaország                                         |
| Motståndarent                                            | Motståndarent                                            | Milad Alami                                 | Svédország                                            |
| Passages                                                 | Passages                                                 | Ira Sachs                                   | Franciaország                                         |
| Perpetrator                                              | Perpetrator                                              | Jennifer Reeder                             | Amerikai Egyesült Államok, Franciaország              |
| Propriedade                                              | Propriedade                                              | Daniel Bandeira                             | Brazília                                              |
| Stille Liv                                               | Stille Liv                                               | Malene Choi                                 | Dánia                                                 |
| Reality                                                  | Reality                                                  | Tina Satter                                 | Amerikai Egyesült Államok                             |
| Silver Haze                                              | Silver Haze                                              | Sacha Polak                                 | Hollandia, Egyesült Királyság                         |
| Sira                                                     | Sira                                                     | Apolline Traoré                             | Burkina Faso, Franciaország, Németország, Szenegál    |
| Szirén (nyitófilm)                                       | La Sirène                                                | Sepideh Farsi                               | Franciaország, Németország, Luxemburg, Belgium        |
| Sisi és én                                               | Sisi & Ich                                               | Frauke Finsterwalder                        | Németország, Svájc, Ausztria                          |
| A tanári szoba                                           | Das Lehrerzimmer                                         | İlker Çatak                                 | Németország                                           |
| Dokumentumfilmek                                         |                                                          |                                             |                                                       |
| And, Towards Happy Alleys                                | And, Towards Happy Alleys                                | Sreemoyee Singh                             | India                                                 |
| Au cimetière de la pellicule                             | Au cimetière de la pellicule                             | Thierno Souleymane Diallo                   | Franciaország, Szenegál, Guinea, Szaúd-Arábia         |
| La memoria infinita                                      | La memoria infinita                                      | Maite Alberdi                               | Chile                                                 |
| Iron Butterflies                                         | Iron Butterflies                                         | Roman Liubyi                                | Ukrajna, Németország                                  |
| Joan Baez: I Am a Noise                                  | Joan Baez: I Am a Noise                                  | Karen O'Connor, Miri Navasky, Maeve O'Boyle | Amerikai Egyesült Államok                             |
| Kokomo City                                              | Kokomo City                                              | D. Smith                                    | Amerikai Egyesült Államok                             |
| Stams                                                    | Stams                                                    | Bernhard Braunstein                         | Ausztria                                              |
| Transfariana                                             | Transfariana                                             | Joris Lachaise                              | Franciaország, Kolumbia                               |
| Under the Sky of Damascus                                | Under the Sky of Damascus                                | Heba Khaled, Talal Derki, Ali Wajeeh        | Dánia, Németország, Amerikai Egyesült Államok, Szíria |

### Perspektive Deutsches Kino
Az alábbi filmeket vetítették a fesztivál Perspektive Deutsches Kino szekciójában:
| Magyar cím                    | Eredeti cím                                     | Rendező                                           | Ország                                 |
| ----------------------------- | ----------------------------------------------- | ------------------------------------------------- | -------------------------------------- |
| Hologram a királynak          | A Hologram for the King                         | Tom Tykwer                                        | Amerikai Egyesült Államok, Németország |
| Ararat                        | Ararat                                          | Engin Kundag                                      | Németország                            |
| Quarta-Feira                  | Quarta-Feira                                    | Bárbara Santos, João Pedro Prado                  | Németország                            |
| Knochen und Namen             | Knochen und Namen                               | Fabian Stumm                                      | Németország                            |
| Szüleink szexuális neurózisai | Dora oder die sexuellen Neurosen unserer Eltern | Stina Werenfels                                   | Németország                            |
| Elaha                         | Elaha                                           | Milena Aboyan                                     | Németország                            |
| Hazudós Jakab                 | Jakob der Lügner                                | Frank Beyer                                       | Németország                            |
| Kash Kash                     | Kash Kash                                       | Lea Najjar                                        | Németország                            |
| The Kidnapping of the Bride   | The Kidnapping of the Bride                     | Sophia Mocorrea                                   | Németország                            |
| Vergiss Meyn Nicht            | Vergiss Meyn Nicht                              | Fabiana Fragale, Kilian Kuhlendahl, Jens Mühlhoff | Németország                            |
| Langer Langer Kuss            | Langer Langer Kuss                              | Lukas Röder                                       | Németország                            |
| Nomades du nucléaire          | Nomades du nucléaire                            | Kilian Armando Friedrich, Tizian Stromp Zargari   | Németország                            |
| Geranien                      | Geranien                                        | Tanja Egen                                        | Németország                            |
| Requiem egy lányért           | Requiem                                         | Hans-Christian Schmid                             | Németország                            |
| Sieben Winter in Teheran      | Sieben Winter in Teheran                        | Steffi Niederzoll                                 | Németország                            |
| Teheráni tabuk                | Teheran Tabu                                    | Ali Soozandeh                                     | Németország, Ausztria                  |

### Forum
Az alábbi filmeket vetítették a fesztivál Forum szekciójában:
| Magyar cím                                                     | Eredeti cím                                                    | Rendező                              | Ország                                          |
| -------------------------------------------------------------- | -------------------------------------------------------------- | ------------------------------------ | ----------------------------------------------- |
| Allensworth                                                    | Allensworth                                                    | James Benning                        | Amerikai Egyesült Államok                       |
| Anqa                                                           | Anqa                                                           | Helin Çelik                          | Ausztria, Spanyolország                         |
| Arturo a los 30                                                | Arturo a los 30                                                | Martin Shanly                        | Argentína                                       |
| Being in a Place – A Portrait of Margaret Tait                 | Being in a Place – A Portrait of Margaret Tait                 | Luke Fowler                          | Egyesült Királyság                              |
| The Bride                                                      | The Bride                                                      | Myriam U. Birara                     | Ruanda                                          |
| Cidade Rabat                                                   | Cidade Rabat                                                   | Susana Nobre                         | Portugália, Franciaország                       |
| Concrete Valley                                                | Concrete Valley                                                | Antoine Bourges                      | Kanada                                          |
| Dearest Fiona                                                  | Dearest Fiona                                                  | Fiona Tan                            | Hollandia                                       |
| De Facto                                                       | De Facto                                                       | Selma Doborac                        | Ausztria, Németország                           |
| The Intrusion                                                  | The Intrusion                                                  | Flora Dias, Juruna Mallon            | Brazília, Franciaország                         |
| Le Gang des Bois du Templ                                      | Le Gang des Bois du Templ                                      | Rabah Ameur-Zaïmeche                 | Franciaország                                   |
| Gehen und Bleiben                                              | Gehen und Bleiben                                              | Volker Koepp                         | Németország                                     |
| Horse Opera                                                    | Horse Opera                                                    | Moyra Davey                          | Amerikai Egyesült Államok                       |
| Între revoluții                                                | Între revoluții                                                | Vlad Petri                           | Románia, Horvátország, Katar, Irán              |
| Ishi ga aru                                                    | Ishi ga aru                                                    | Tatsunari Ota                        | Japán                                           |
| Jaii keh khoda nist                                            | Jaii keh khoda nist                                            | Mehran Tamadon                       | Franciaország, Svájc                            |
| El juicio                                                      | El juicio                                                      | Ulises de la Orden                   | Argentína, Olaszország, Franciaország, Norvégia |
| Llamadas desde Moscú                                           | Llamadas desde Moscú                                           | Luís Alejandro Yero                  | Kuba, Németország, Norvégia                     |
| Mammalia                                                       | Mammalia                                                       | Sebastian Mihăilescu                 | Románia, Lengyelország, Németország             |
| Notre corps                                                    | Notre corps                                                    | Claire Simon                         | Franciaország                                   |
| Or de vie                                                      | Or de vie                                                      | Boubacar Sangaré                     | Burkina Faso, Benin, Franciaország              |
| Poznámky z Eremocénu                                           | Poznámky z Eremocénu                                           | Viera Čákanyová                      | Szlovákia, Csehország                           |
| El rostro de la medusa                                         | El rostro de la medusa                                         | Melisa Liebenthal                    | Argentína                                       |
| Subete no Yoru wo Omoidasu                                     | Subete no Yoru wo Omoidasu                                     | Yui Kiyohara                         | Japán                                           |
| This Is the End                                                | This Is the End                                                | Vincent Dieutre                      | Franciaország                                   |
| Unutma Biçimleri                                               | Unutma Biçimleri                                               | Burak Çevik                          | Törökország                                     |
| Uriwa Sanggwaneopsi                                            | 우리와 상관없이                                                | Yoo Heong-jun                        | Dél-Korea                                       |
| In Ukraine                                                     | In Ukraine                                                     | Tomasz Wolski, Piotr Pawlus          | Lengyelország                                   |
| Forum Special                                                  |                                                                |                                      |                                                 |
| A Rainha Diaba                                                 | A Rainha Diaba                                                 | Antonio Carlos da Fontoura           | Brazília                                        |
| I Heard It Through the Grapevine                               | I Heard It Through the Grapevine                               | Dick Fontaine                        | Amerikai Egyesült Államok                       |
| Forum Special Fiktionsbescheinigung                            |                                                                |                                      |                                                 |
| Aufenthaltserlaubnis                                           | Aufenthaltserlaubnis                                           | Antonio Skármeta                     | Németország                                     |
| Ein Herbst im Ländchen Bärwalde                                | Ein Herbst im Ländchen Bärwalde                                | Gautam Bora                          | Németország                                     |
| Der Kampf um den heiligen Baum                                 | Der Kampf um den heiligen Baum                                 | Wanjiru Kinyanjui                    | Németország, Kenya                              |
| Kara Kafa                                                      | Kara Kafa                                                      | Korhan Yurtsever                     | Törökország                                     |
| A Lover & Killer of Colour                                     | A Lover & Killer of Colour                                     | Wanjiru Kinyanjui                    | Németország                                     |
| Man Sa Yay                                                     | Man Sa Yay                                                     | Safi Faye                            | Németország, Szenegál                           |
| Mein Vater, der Gastarbeiter                                   | Mein Vater, der Gastarbeiter                                   | Yüksel Yavuz                         | Németország                                     |
| Onun Haricinde, İyiyim                                         | Onun Haricinde, İyiyim                                         | Eren Aksu                            | Németország, Törökország                        |
| Ordnung                                                        | Ordnung                                                        | Sohrab Shahid-Saless                 | Nyugat-Németország                              |
| Oyoyo                                                          | Oyoyo                                                          | Chetna Vora                          | Kelet-Németország                               |
| Forum Expanded                                                 |                                                                |                                      |                                                 |
| A árvore                                                       | A árvore                                                       | Ana Vaz                              | Spanyolország, Brazília                         |
| AI: African Intelligence                                       | AI: African Intelligence                                       | Manthia Diawara                      | Portugália, Szenegál, Belgium                   |
| Black Strangers                                                | Black Strangers                                                | Dan Guthrie                          | Egyesült Királyság                              |
| Conspiracy                                                     | Conspiracy                                                     | Simone Leigh, Madeleine Hunt-Ehrlich | Amerikai Egyesült Államok                       |
| Desert Dreaming                                                | Desert Dreaming                                                | Abdul Halik Azeez                    | Srí Lanka                                       |
| The early rain which washes away the chaff before spring rains | The early rain which washes away the chaff before spring rains | Heiko-Thandeka Ncube                 | Németország                                     |
| Exhibition                                                     | Exhibition                                                     | Mary Helena Clark                    | Amerikai Egyesült Államok                       |
| Home Invasion                                                  | Home Invasion                                                  | Graeme Arnfield                      | Egyesült Királyság                              |
| If You Don't Watch the Way You Move                            | If You Don't Watch the Way You Move                            | Kevin Jerome Everson                 | Amerikai Egyesült Államok                       |
| Mangosteen                                                     | Mangosteen                                                     | Tulapop Saenjaroen                   | Thaiföld                                        |
| The Man Who Envied Women                                       | The Man Who Envied Women                                       | Yvonne Rainer                        | Amerikai Egyesült Államok                       |
| Zwischenwelt                                                   | Zwischenwelt                                                   | Cana Bilir-Meier                     | Németország                                     |
| Forum Expanded Exhibition                                      |                                                                |                                      |                                                 |
| Achala                                                         | Achala                                                         | Tenzin Phuntsog                      | Amerikai Egyesült Államok                       |
| Borrowing a Family Album                                       | Borrowing a Family Album                                       | Tamer El Said                        | Egyiptom                                        |
| Comrade leader, comrade leader, how nice to see you            | Comrade leader, comrade leader, how nice to see you            | Walid Raad                           | Amerikai Egyesült Államok                       |
| Dancing Boy                                                    | Dancing Boy                                                    | Tenzin Phuntsog                      | Amerikai Egyesült Államok                       |
| Dreams                                                         | Dreams                                                         | Tenzin Phuntsog                      | Amerikai Egyesült Államok                       |
| Pala Amala                                                     | Pala Amala                                                     | Tenzin Phuntsog                      | Amerikai Egyesült Államok                       |

### Generation

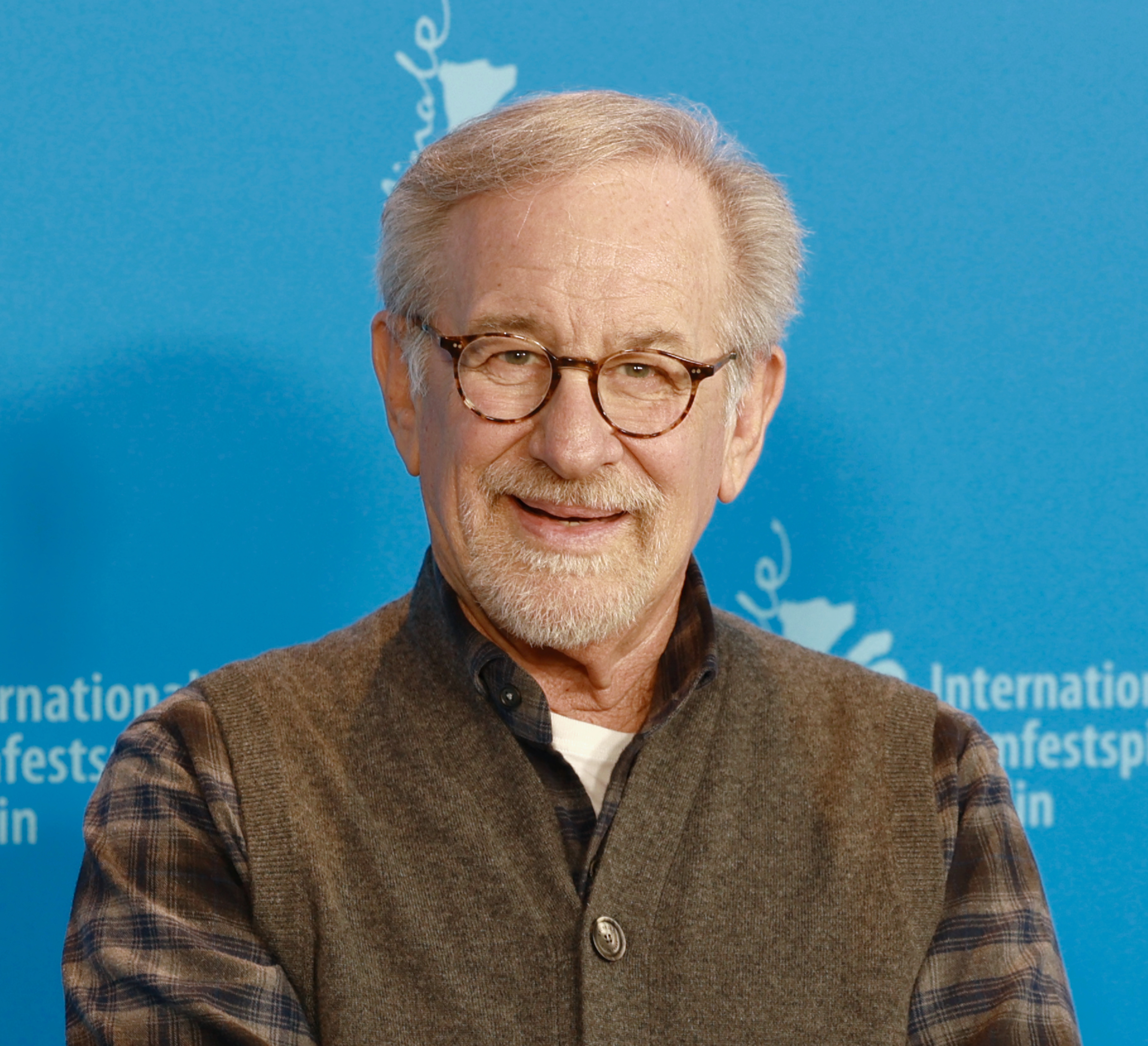
Steven Spielberg a fesztiválon

| Magyar cím                                       | Eredeti cím                                    | Rendező                                                      | Ország                                                                                    |
| Generation Kplus                                 | Generation Kplus                               | Generation Kplus                                             | Generation Kplus                                                                          |
| ------------------------------------------------ | ---------------------------------------------- | ------------------------------------------------------------ | ----------------------------------------------------------------------------------------- |
| Aaaah!                                           | Aaaah!                                         | Osman Cerfon                                                 | Franciaország                                                                             |
| Hamupipőke                                       | Cinderella                                     | Walt Disney, Wilfred Jackson, Clyde Geronimi, Hamilton Luske | Amerikai Egyesült Államok                                                                 |
| Deniska umřela                                   | Deniska umřela                                 | Philippe Kastner                                             | Csehország                                                                                |
| Shen hai                                         | 深海                                           | Tian Xiaopeng                                                | Kína                                                                                      |
| Mary e lo spirito di mezzanotte                  | Mary e lo spirito di mezzanotte                | Enzo D'Alò                                                   | Luxemburg, Olaszország, Írország, Egyesült Királyság, Lettország, Észtország, Németország |
| Szuperék                                         | Helt super                                     | Rasmus A. Sivertsen                                          | Norvégia                                                                                  |
| Tümpel                                           | Tümpel                                         | Lena von Döhren, Eva Rust                                    | Svájc                                                                                     |
| Somni                                            | Somni                                          | Sonja Rohleder                                               | Németország                                                                               |
| Spin & Ella                                      | Spin & Ella                                    | An Vrombaut                                                  | Belgium                                                                                   |
| Entre deux sœurs                                 | Clément Céard, Anne-Sophie Gousset             | Franciaország                                                |                                                                                           |
| Gösta Petter-land                                | Gösta Petter-land                              | Christer Wahlberg                                            | Svédország                                                                                |
| Closing Dynasty                                  | Closing Dynasty                                | Lloyd Lee Choi                                               | Amerikai Egyesült Államok                                                                 |
| Dancing Queen                                    | Dancing Queen                                  | Aurora Gossé                                                 | Norvégia                                                                                  |
| Timis                                            | Timis                                          | Awa Moctar Gueye                                             | Szenegál                                                                                  |
| Desperté con un sueño                            | Desperté con un sueño                          | Pablo Solarz                                                 | Argentína                                                                                 |
| Gaby les collines                                | Gaby les collines                              | Zoé Pelchat                                                  | Kanada                                                                                    |
| Kiddo                                            | Kiddo                                          | Zara Dwinger                                                 | Hollandia                                                                                 |
| Magma                                            | Magma                                          | Luca Meisters                                                | Hollandia                                                                                 |
| Nanitic                                          | Nanitic                                        | Carol Nguyen                                                 | Kanada                                                                                    |
| Zeevonk                                          | Zeevonk                                        | Domien Huyghe                                                | Belgium, Hollandia                                                                        |
| Mimi                                             | Mimi                                           | Mira Fornay                                                  | Szlovákia                                                                                 |
| Sværddrage                                       | Sværddrage                                     | Møller Hansen                                                | Dánia                                                                                     |
| Sweet As                                         | Sweet As                                       | Jub Clerc                                                    | Ausztrália                                                                                |
| Xiaohui he ta de niu                             | 小晖和他的牛                                   | Xinying Lao                                                  | Kína                                                                                      |
| De songes au songe d'un autre miroir             | De songes au songe d'un autre miroir           | Yunyi Zhu                                                    | Franciaország                                                                             |
| Waking Up in Silence                             | Waking Up in Silence                           | Mila Zhluktenko, Daniel Asadi Faezi                          | Németország                                                                               |
| Generation 14plus - Dokumentumfilmek             |                                                |                                                              |                                                                                           |
| És a király így szólt: Milyen csodás szerkezet!  | And the King Said, What a Fantastic Machine    | Axel Danielson, Maximilien Van Aertryck                      | Amerikai Egyesült Államok                                                                 |
| Crushed                                          | Crushed                                        | Ella Rocca                                                   | Svájc                                                                                     |
| Dreams' Gate                                     | Dreams' Gate                                   | Negin Ahmadi                                                 | Irán, Norvégia, Franciaország                                                             |
| Hummingbirds                                     | Hummingbirds                                   | Silvia Del Carmen Castaños                                   | Amerikai Egyesült Államok                                                                 |
| When a Rocket Sits on the Launch Pad             | 火箭发射时                                     | Bohao Liu                                                    | Kína, Amerikai Egyesült Államo                                                            |
| Ramona                                           | Ramona                                         | Victoria Linares Villegas                                    | Dominikai Köztársaság                                                                     |
| To Write From Memory                             | To Write From Memory                           | Emory Chao Johnson                                           | Amerikai Egyesült Államok                                                                 |
| We Will Not Fade Away                            | We Will Not Fade Away                          | Alisa Kovalenko                                              | Ukrajna, Franciaország, Lengyelország                                                     |
| Generation 14plus - Feature or Short Competition |                                                |                                                              |                                                                                           |
| Adolfo                                           | Adolfo                                         | Sofía Auza                                                   | Amerikai Egyesült Államok, Mexikó                                                         |
| Aatmapamphlet                                    | Aatmapamphlet                                  | Ashish Avinash Bende                                         | India                                                                                     |
| Almamula                                         | Almamula                                       | Juan Sebastian Torales                                       | Argentína, Franciaország, Olaszország                                                     |
| Antes de Madrid                                  | Antes de Madrid                                | Ilén Juambeltz, Nicolás Botana                               | Uruguay                                                                                   |
| Ha'Mishlahat                                     | Ha'Mishlahat                                   | Asaf Saban                                                   | Izrael, Lengyelország, Németország                                                        |
| Hito                                             | Hito                                           | Stephen Lopez                                                | fülöp-sziget                                                                              |
| Incroci                                          | Incroci                                        | Francesca de Fusco                                           | Amerikai Egyesült Államok, Németország                                                    |
| Infantaria                                       | Infantaria                                     | Laís Santos Araújo                                           | Brazília                                                                                  |
| Elveszett fiúk                                   | Le Paradis                                     | Zeno Graton                                                  | Belgium, Franciaország                                                                    |
| Madden                                           | Madden                                         | Malin Ingrid Johansson                                       | Svédország                                                                                |
| Ma mère et moi                                   | Ma mère et moi                                 | Emma Branderhorst                                            | Hollandia                                                                                 |
| Mirror Mirror                                    | Mirror Mirror                                  | Sandulela Asanda                                             | Dél-Afrika                                                                                |
| Mise à nu                                        | Mise à nu                                      | Anna Stanic, Fethi Aidouni, Marin Judas                      | Németország, Ausztria, Franciaország                                                      |
| Man khod, man ham miraghsam                      | Man khod, man ham miraghsam                    | Mohammad Valizadegan                                         | Németország, Csehország, Irán                                                             |
| Míng tian bi zuo tian chang jiu                  | 明天比昨天长久                                 | Jow Zhi Wei                                                  | Szingapúr, Tajvan, Franciaország, Portugália                                              |
| Mutt                                             | Mutt                                           | Vuk Lungulov-Klotz                                           | Amerikai Egyesült Államok                                                                 |
| Szemem sarka                                     | Szemem sarka                                   | Erhardt Domonkos                                             | Magyarország                                                                              |
| Sica                                             | Sica                                           | Carla Subirana                                               | Spanyolország                                                                             |
| Simo                                             | Simo                                           | Aziz Zoromba                                                 | Kanada                                                                                    |
| Wann wird es endlich wieder so, wie es nie war   | Wann wird es endlich wieder so, wie es nie war | Sonja Heiss                                                  | Németország                                                                               |
| Yi Shi Yi Ke                                     | 一时一刻                                       | Hao Zhao                                                     | Kína                                                                                      |

### Tiszteletadás
Ezt a szekciót Steven Spielberg amerikai filmkészítőnek, forgatókönyvírónak és producernek tiszteletére szentelték, akit Tiszteletbeli Arany Medve díjjal tűntettek ki.
| Év   | Magyar cím                        | Eredeti cím                | Rendező          | Ország                                                     |
| ---- | --------------------------------- | -------------------------- | ---------------- | ---------------------------------------------------------- |
| 2015 | Kémek hídja                       | Bridge of Spies            | Steven Spielberg | Amerikai Egyesült Államok, Németország, Egyesült Királyság |
| 1971 | Párbaj                            | Duel                       | Steven Spielberg | Amerikai Egyesült Államok                                  |
| 1982 | E. T., a földönkívüli             | E.T. the Extra-Terrestrial | Steven Spielberg | Amerikai Egyesült Államok                                  |
| 2022 | A Fabelman család                 | The Fabelmans              | Steven Spielberg | Amerikai Egyesült Államok                                  |
| 1975 | A cápa                            | Jaws                       | Steven Spielberg | Amerikai Egyesült Államok                                  |
| 2005 | München                           | Munich                     | Steven Spielberg | Amerikai Egyesült Államok, Kanada, Franciaország           |
| 1981 | Az elveszett ereklyék fosztogatói | Raiders of the Lost Ark    | Steven Spielberg | Amerikai Egyesült Államok                                  |
| 1993 | Schindler listája                 | Schindler's List           | Steven Spielberg | Amerikai Egyesült Államok                                  |

### Retrospektív
Az alábbi filmeket vetítették a fesztivál retrospektív szekciójában:
| Év   | Magyar cím                      | Eredeti cím                        | Rendező                              | Ország                    |
| ---- | ------------------------------- | ---------------------------------- | ------------------------------------ | ------------------------- |
| 1983 | Szerelmeinkre                   | À nos amours                       | Maurice Pialat                       | Franciaország             |
| 1956 | A legyőzhetetlen                | অপরাজিত                              | Satyajit Ray                         | India                     |
| 1988 | De bruit et de fureur           | De bruit et de fureur              | Jean-Claude Brisseau                 | Franciaország             |
| 1973 | A méhkas szelleme               | El espíritu de la colmena          | Víctor Erice                         | Spanyolország             |
| 1986 | Meglógtam a Ferrarival          | Ferris Bueller's Day Off           | John Hughes                          | Amerikai Egyesült Államok |
| 1969 | Gražuolė                        | Gražuolė                           | Arūnas Žebriūnas                     | Szovjetunió, Litvánia     |
| 1993 | Idétlen időkig                  | Groundhog Day                      | Harold Ramis                         | Amerikai Egyesült Államok |
| 1974 | Kaspar Hauser                   | Jeder für sich und Gott gegen alle | Werner Herzog                        | Németország               |
| 1996 | Egy zsák rizs                   | Kiseye Berendj                     | Mohammad-Ali Talebi                  | Irán, Japán               |
| 1971 | Az utolsó mozielőadás           | The Last Picture Show              | Peter Bogdanovich                    | Amerikai Egyesült Államok |
| 1953 | A kis szökevény                 | Little Fugitive                    | Ray Ashley, Morris Engel, Ruth Orkin | Amerikai Egyesült Államok |
| 1975 | Maynila, sa mga Kuko ng Liwanag | Maynila, sa mga Kuko ng Liwanag    | Lino Brocka                          | Fülöp-szigetek            |
| 1994 | Muriel esküvője                 | Muriel's Wedding                   | P. J. Hogan                          | Ausztrália                |
| 1964 | Forradalom előtt                | Prima della rivoluzione            | Bernardo Bertolucci                  | Olaszország               |
| 1955 | Haragban a világgal             | Rebel Without a Cause              | Nicholas Ray                         | Amerikai Egyesült Államok |

### Klasszikusok
A szekciót David Cronenberg filmjének, a Meztelen ebédnek a  4K-s, felújított változatával nyitották.
| Év   | Magyar cím                   | Eredeti cím                   | Rendező                          | Ország                                     |
| ---- | ---------------------------- | ----------------------------- | -------------------------------- | ------------------------------------------ |
| 1967 | Találd ki, ki jön vacsorára! | Guess Who's Coming to Dinner  | Stanley Kramer                   | Amerikai Egyesült Államok                  |
| 1988 | Mapantsula                   | Mapantsula                    | Oliver Schmitz                   | Dél-Afrika, Ausztrália, Egyesült Királyság |
| 1991 | Meztelen ebéd                | Naked Lunch                   | David Cronenberg                 | Kanada, Egyesült Királyság, Japán          |
| 1941 | Falusi Rómeó és Júlia        | Romeo und Julia auf dem Dorfe | Valerien Schmidely, Hans Trommer | Svájc                                      |
| 1981 | Sogni d'oro                  | Sogni d'oro                   | Nanni Moretti                    | Olaszország                                |
| 1990 | Szürkület                    | Szürkület                     | Fehér György                     | Magyarország                               |
| 1923 | A párizsi nő                 | A Woman of Paris              | Charlie Chaplin                  | Amerikai Egyesült Államok                  |
| 1956 | Yoru no kawa                 | 夜の河                        | Kōzaburō Yoshimura               | Japán                                      |

## Győztesek
- Arany Medve: Az Adamanton (Nicolas Philibert)
- Zsűri Nagydíja: Tűzvörös égbolt (Christian Petzold)
- A zsűri díja: Mal Viver (João Canijo)
- Ezüst Medve díj a legjobb rendezőnek: Philippe Garrel (Le grand chariot)
- Ezüst Medve díj a legjobb főszereplőnek: Sofía Otero (A méhek húszezer fajtája)
- Ezüst Medve díj a legjobb mellékszereplőnek: Thea Ehre (Bis ans Ende der Nacht)
- Ezüst Medve díj a legjobb forgatókönyvnek: Angela Schanelec (Musik)
- Ezüst Medve díj a kiemelkedő művészi teljesítményért (operatőr): Hélène Louvart (Disco Boy)
- Tiszteletbeli Arany Medve
  - Steven Spielberg[33]
- Berlinale Kamera
  - Caroline Champetier[17]
- Encounters
  - Legjobb film: Here (Bas Devos)
  - Legjobb rendező: Tatiana Huezo (El eco)
  - A zsűri különdíja: 
    - Orlando, ma biographie politique (Paul B. Preciado)
    - Samsara (Lois Patiño)
- Berlinale Series
  - The Good Mothers (Elisa Amoruso, Julian Jarrold)[34]
    - A zsűri különdíja: Arkitekten (Kerren Lumer-Klabbers)
- Rövidfilmek
  - Arany Medve: Les Chenilles (Michelle Keserwany, Noel Keserwany)
  - Ezüst Medve: Marungka tjalatjunu (Matthew Thorne, Derik Lynch)
    - Tiszteletbeli említés: It's a Date (Nadia Parfan)
- Ifjúsági filmek zsűrije
  - Kristály Medve a legjobb filmnek: Adolfo (Sofía Auza)[35]
    - Tiszteletbeli említés: És a király így szólt: Milyen csodás szerkezet! (Axel Danielson, Maximilien Van Aertryck)

  - Kristály Medve a legjobb rövidfilmnek: Man khod, man ham miraghsam (Mohammad Valizadegan)
    - Tiszteletbeli említés: Szemem sarka (Erhardt Domonkos)
- Generation 14plus
  - A zsűri díja: Hummingbirds (Silvia Del Carmen Castaños, Estefanía “Beba” Contreras)
    - Tiszteletbeli említés: Mutt (Vuk Lungulov-Klotz)

  - A zsűri különdíja a legjobb rövidfilmnek: Infantaria (Laís Santos Araújo)
    - Tiszteletbeli említés: Incroci (Francesca de Fusco)
- Generation Kplus
  - Kristály Medve a legjobb filmnek: Sweet As (Jub Clerc)
    - Tiszteletbeli említés: Zeevonk (Domien Huyghe)

  - A zsűri különdíja a legjobb rövidfilmnek: Closing Dynasty (Lloyd Lee Choi)
    - Tiszteletbeli említés: Deniska umřela (Philippe Kastner)
- Perspektive Deutsches Kino
  - Compass-Perspektive-díj: Sieben Winter in Teheran (Steffi Niederzoll)[36]
  - Tiszteletbeli említés: The Kidnapping of the Bride (Sophia Mocorrea)
  - Kompagnon Fellowships:
    - Paraphrase on the Finding of a Glove (Mareike Wegener)
    - My Beloved Man's Female Body (Anna Melikova)

  - Heiner Carow-díj: Knochen und Namen (Fabian Stumm)
- GWFF-díj a legjobb elsőfilmes produkciónak
  - Adentro mío estoy bailando (Leandro Koch, Paloma Schachmann)
- Legjobb dokumentumfilm
  - El eco (Tatiana Huezo)
- Panorama Publikumspreis, a Közönség-díj
  - 1. hely: Sira (Apolline Traoré)[37]
  - 2. hely: The Burdened (Amr Gamal)
  - 3. hely: Szülésznők (Léa Fehner)
- Dokumentumfilmes Panorama-díj
  - 1. hely: Kokomo City (D. Smith)
  - 2. hely: La memoria infinita (Maite Alberdi)
  - 3. hely: Au cimetière de la pellicule (Thierno Souleymane Diallo)

- Teddy-díj

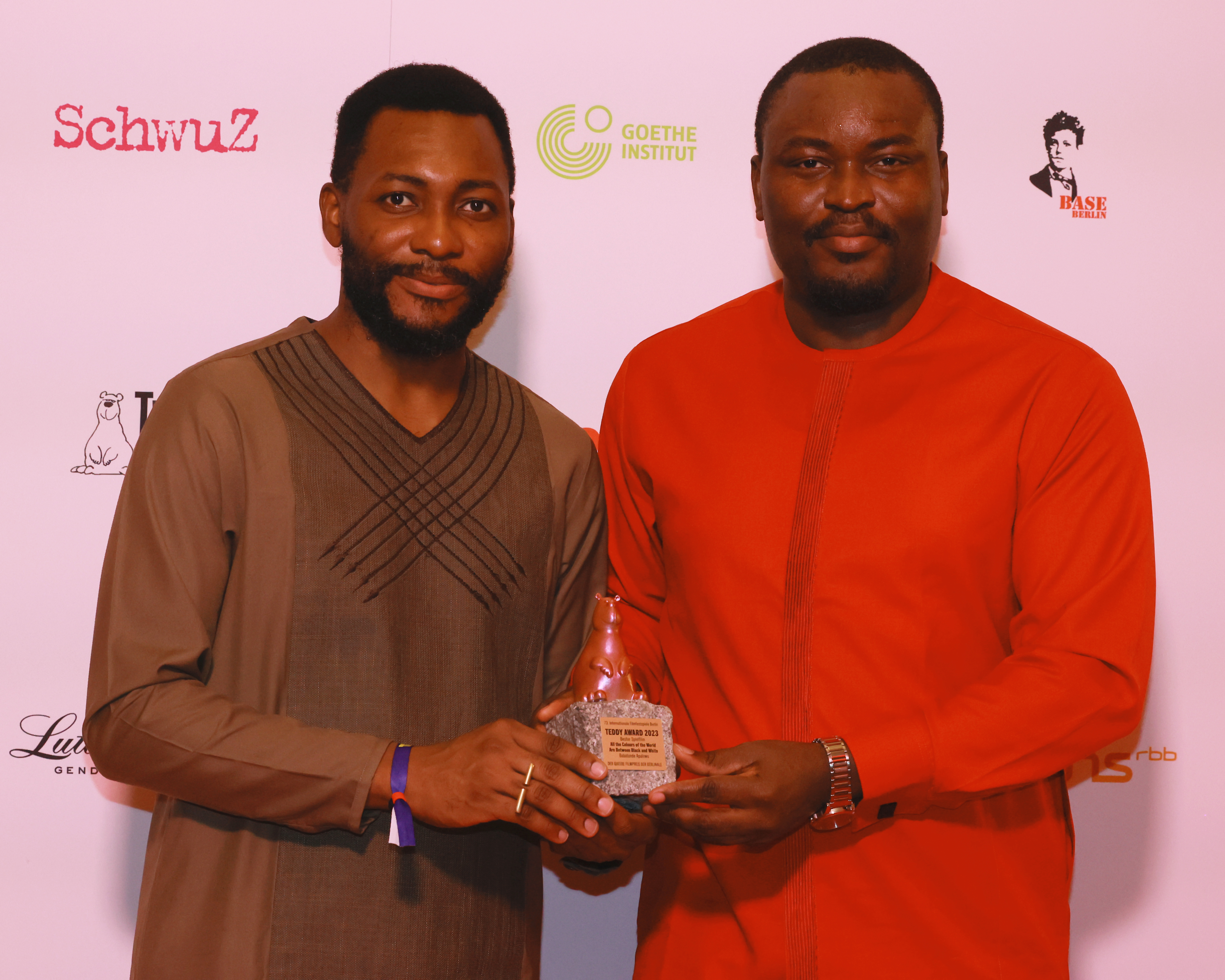
Babatunde Apalowo és Tope Tedela a Teddy-díjukkal

  - Legjobb egész estés film: All the Colours of the World Are Between Black and White (Babatunde Apalowo)
  - Legjobb dokumentumfilm: Orlando, ma biographie politique (Paul B. Preciado)[38]
  - A zsűri díja: Vicky Knight (Silver Haze)
  - Legjobb rövidfilm: Marungka tjalatjunu (Matthew Thorne, Derik Lynch)
- Amnesty Nemzetközi Filmdíj
  - The Burdened (Amr Gamal)
- Ökumenikus Zsűri díja
  - Versenyben lévő filmek: Totem (Lila Avilés)
  - Panorama: Szülésznők (Léa Fehner)
  - Forum: Jaii keh khoda nist (Mehran Tamadon)
    - Tiszteletbeli említés: Az Adamanton (Nicolas Philibert)
- FIPRESCI-díj
  - Versenyben lévő filmek: The Survival of Kindness (Rolf de Heer)
  - Encounters: Here (Bas Devos)
  - Panorama: Stille Liv (Malene Choi)
  - Forum: Între revoluții (Vlad Petri)
- Német Művészmozik Szervezetének díja
  - A méhek húszezer fajtája (Estibaliz Urresola Solaguren)
- CINEMA VISION 14plus
  - És a király így szólt: Milyen csodás szerkezet! (Axel Danielson, Maximilien Van Aertryck)
- Cicae Művászmozik díja
  - Panorama: A tanári szoba (İlker Çatak)
  - Forum: El rostro de la medusa (Melisa Liebenthal)
- Berliner Morgenpost olvasói zsűri díja
  - A méhek húszezer fajtája (Estibaliz Urresola Solaguren)
- Tagesspiegel olvasói zsűri díja
  - Orlando, ma biographie politique (Paul B. Preciado)
- Caligari filmdíj
  - De Facto (Selma Doborac)
- Filmes békedíj
  - Sieben Winter in Teheran (Steffi Niederzoll)
- ARTEKino nemzetközi díj
  - Peeled Skin (Leonie Krippendorff)[39]

## Fordítás
- Ez a szócikk részben vagy egészben  a(z)   73rd Berlin International Film Festival című angol Wikipédia-szócikk fordításán alapul.  Az eredeti cikk szerkesztőit annak laptörténete sorolja fel. Ez a jelzés csupán a megfogalmazás eredetét és a szerzői jogokat jelzi, nem szolgál a cikkben szereplő információk forrásmegjelöléseként.